# John F. Bolt
Pour les articles homonymes, voir Bolt.
John Franklin Bolt, né le 19 mai 1921 à Laurens et mort le 8 septembre 2004 à Tampa, est un As américain. Membre du Corps des Marines des États-Unis, il a servi pendant la Seconde Guerre mondiale et la guerre de Corée.

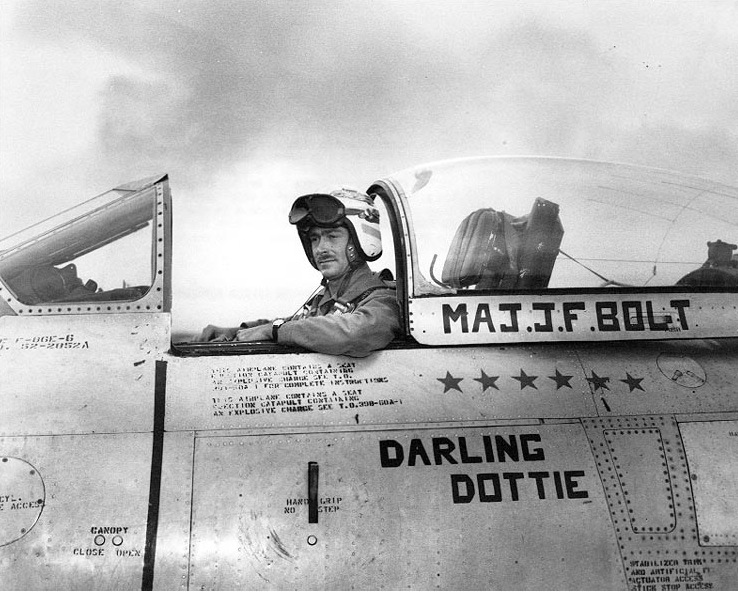
John F. Bolt à bord d'un North American F-86 Sabre (1953).

## As de l'aviation
Durant sa carrière, Bolt a été créditée de 12 victoires, plus une "probable" et a endommagé deux avions. Il est le seul pilote de l'US Marine Corps à avoir obtenu le titre d'As pour sa participation à la guerre de Corée, et reste le seul pilote de l'US Marine Corps à avoir obtenu ce titre lors de deux guerres.
Bolt est l'un des 1 297 As américain de la Seconde Guerre mondiale avec 6 victoires confirmées. Il devient ensuite l'un des 40 As américain de la guerre de Corée (en) avec 6 nouvelles victoires confirmées .
| Date              | # | Appareil abattu | Lieu             | Appareil utilisé | Unité                                           |
| ----------------- | - | --------------- | ---------------- | ---------------- | ----------------------------------------------- |
| 23 septembre 1943 | 2 | A6M Zero        | Bougainville     | F4U Corsair      | VMF-214                                         |
| 17 octobre 1943   | 1 | A6M Zero        | Bougainville     | F4U Corsair      | VMF-214                                         |
| 23 décembre 1943  | 2 | A6M Zero        | Nouvelle-Irlande | F4U Corsair      | VMF-214                                         |
| 4 janvier 1944    | 1 | A6M Zero        | Rabaul           | F4U Corsair      | VMF-214                                         |
| 16 mai 1953       | 1 | MiG 15          | Corée du Nord    | F-86E Sabre      | fr=39th Flying Training Squadron (en), 51st FIW |
| 22 juin 1953      | 1 | MiG 15          | Corée du Nord    | F-86E Sabre      | 39th FIS, 51st FIW                              |
| 24 juin 1953      | 1 | MiG 15          | Corée du Nord    | F-86E Sabre      | 39th FIS, 51st FIW                              |
| 30 juin 1953      | 1 | MiG 15          | Corée du Nord    | F-86E Sabre      | 39th FIS, 51st FIW                              |
| 11 juillet 1953   | 2 | MiG 15          | Corée du Nord    | F-86E Sabre      | 39th FIS, 51st FIW                              |
| Source:           |   |                 |                  |                  |                                                 |

## Décorations
Bolt a été décorée lors de la Seconde Guerre mondiale et de la guerre de Corée. Ses décorations et récompenses sont :
| Un insigne dorée représentant un bouclier reposant sur une paire d'ailes et une ancre de marine |                       |                           |             |
|                                                                                                 | Gold star · Gold star | Gold star                 |             |
| Bronze star                                                                                     |                       | Bronze star · Bronze star |             |
| Bronze star · Bronze star                                                                       |                       |                           | Bronze star |
| Bronze star · Bronze star · Bronze star                                                         |                       |                           |             |

| Badge d'aviateur                                                |                                                                 |                                                                 |                                                                 |                                                     |                                                     |                                                     |                                                     |                                                      |                                                      |                                                      |                                                      |                                                                |                                                                |                                                                |                                                                |
| Navy Cross                                                      | Navy Cross                                                      | Navy Cross                                                      | Navy Cross                                                      | Distinguished Flying Cross avec deux étoiles dorées | Distinguished Flying Cross avec deux étoiles dorées | Distinguished Flying Cross avec deux étoiles dorées | Distinguished Flying Cross avec deux étoiles dorées | Air Medal avec une étoile dorée                      | Air Medal avec une étoile dorée                      | Air Medal avec une étoile dorée                      | Air Medal avec une étoile dorée                      |                                                                |                                                                |                                                                |                                                                |
| Navy Presidential Unit Citation avec une service star de bronze | Navy Presidential Unit Citation avec une service star de bronze | Navy Presidential Unit Citation avec une service star de bronze | Navy Presidential Unit Citation avec une service star de bronze | Navy Unit Commendation                              | Navy Unit Commendation                              | Navy Unit Commendation                              | Navy Unit Commendation                              | China Service Medal avec deux service star de bronze | China Service Medal avec deux service star de bronze | China Service Medal avec deux service star de bronze | China Service Medal avec deux service star de bronze | American Campaign Medal                                        | American Campaign Medal                                        | American Campaign Medal                                        | American Campaign Medal                                        |
| Asiatic-Pacific Campaign Medal avec deux service star de bronze | Asiatic-Pacific Campaign Medal avec deux service star de bronze | Asiatic-Pacific Campaign Medal avec deux service star de bronze | Asiatic-Pacific Campaign Medal avec deux service star de bronze | World War II Victory Medal                          | World War II Victory Medal                          | World War II Victory Medal                          | World War II Victory Medal                          | Navy Occupation Service Medal                        | Navy Occupation Service Medal                        | Navy Occupation Service Medal                        | Navy Occupation Service Medal                        | National Defense Service Medal avec une service star de bronze | National Defense Service Medal avec une service star de bronze | National Defense Service Medal avec une service star de bronze | National Defense Service Medal avec une service star de bronze |
| Korean Service Medal avec trois service star de bronze          | Korean Service Medal avec trois service star de bronze          | Korean Service Medal avec trois service star de bronze          | Korean Service Medal avec trois service star de bronze          | Korean Presidential Unit Citation                   | Korean Presidential Unit Citation                   | Korean Presidential Unit Citation                   | Korean Presidential Unit Citation                   | United Nations Korea Medal                           | United Nations Korea Medal                           | United Nations Korea Medal                           | United Nations Korea Medal                           | Korean War Service Medal                                       | Korean War Service Medal                                       | Korean War Service Medal                                       | Korean War Service Medal                                       |